# Grote Scheldeprijs 1957
Il Grote Scheldeprijs 1957, quarantatreesima edizione della corsa, si svolse il 31 luglio per un percorso con partenza ed arrivo a Schoten. Fu vinto dal belga Rik Van Looy della squadra Faema-Guerra davanti ai connazionali Rik Luyten e Jan Van Gompel.

## Ordine d'arrivo (Top 10)
| Pos. | Corridore         | Squadra               | Tempo |
| ---- | ----------------- | --------------------- | ----- |
| 1    | Rik Van Looy      | Faema-Guerra          |       |
| 2    | Rik Luyten        | Faema-Guerra          |       |
| 3    | Jan Van Gompel    | Libertas              |       |
| 4    | Ludo Van Der Elst | Girardengo-E.R.G.     |       |
| 5    | Ernest Heyvaert   | Carpano-Coppi         |       |
| 6    | Pierre Everaert   | Saint-Raphaël         |       |
| 7    | Marcel Janssens   | Peugeot-BP-Dunlop     |       |
| 8    | Jan Zagers        | Libertas              |       |
| 9    | Karel De Baere    | Mercier-BP-Hutchinson |       |
| 10   | Joseph Mertens    |                       |       |